# Jesse B. Oldendorf

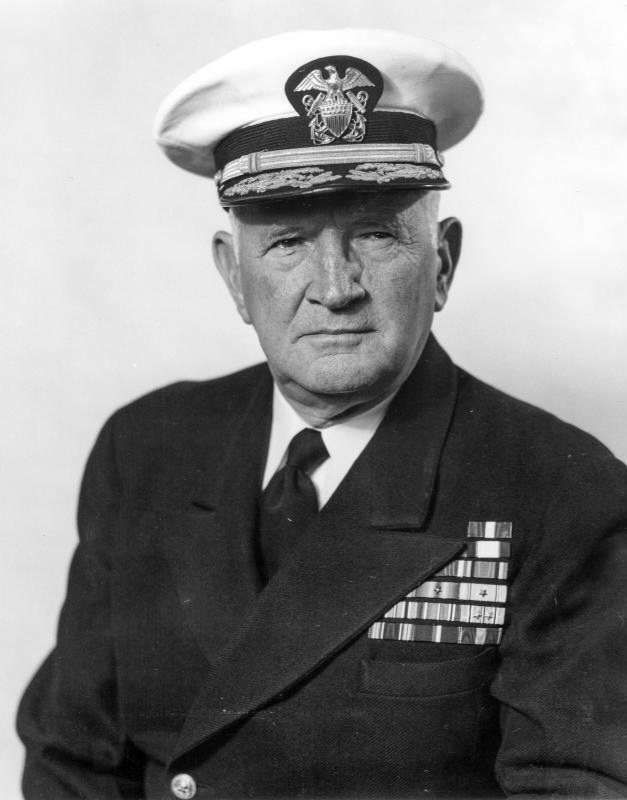
Jesse B. Oldendorf

Jesse Barrett „Oley“ Oldendorf (* 16. Februar 1887 in Riverside, Kalifornien; † 27. April 1974 in Portsmouth, Virginia) war ein Admiral in der US Navy. Er wurde durch seine Teilnahme an der See- und Luftschlacht im Golf von Leyte berühmt.

## Leben
Oldendorf absolvierte die Akademie der US Seestreitkräfte (US Naval Academy) im Jahr 1909 und diente anschließend auf verschiedenen Schiffen der US Navy.
1922 erhielt er sein erstes Kommando auf dem Zerstörer Decatur, das er bis 1927 behielt.
Nach dem Eintritt der USA in den Zweiten Weltkrieg wurde er zum Rear Admiral (uh) befördert, und mit verschiedenen Missionen im Atlantik betraut. Dazu gehörte zum Beispiel die U-Boot Abwehr im Seegebiet um Trinidad und das Kommando über die westatlantischen Eskorten.
Oldendorf wechselte im Januar 1944 in den Pazifik und kommandierte dort die 4. Kreuzerdivision von der Louisville aus. Mit seinem Verband unterstützte er unter anderem die Landungsoperation auf den Marshallinseln.
Am 24. Oktober 1944 platzierte er seine Flotte aus Schlachtschiffen und Kreuzern in der klassischen Formation Crossing the T in der Straße von Surigao südwestlich von Leyte und besiegte damit die Japaner in der Schlacht in der Surigao-Straße. Er wurde daraufhin im Dezember 1944 zum Vice Admiral befördert.
Bei dem Landungsmanöver im Golf von Lingayen kommandierte er einige Schlachtschiffe und wurde in der Schlacht um Okinawa auf der Pennsylvania verwundet.
Er trat 1948 im Rang eines Admirals aus dem aktiven Dienst zurück. Oldendorf starb am 27. April 1974 und wurde auf dem Nationalfriedhof Arlington beigesetzt. Der Zerstörer Oldendorf wurde nach ihm benannt.